# Coríxids
Els coríxids (Corixidae) són una família d'insectes hemípters del subordre dels heteròpters. Són aquàtics i viuen en basses i corrents d'aigua lents on neden prop del fons. N'hi ha unes 500 espècies conegudes en 33 gèneres incloent el gènere Sigara. Algunes espècies es denominen popularment barquers.
Algunes espècies fan sons per estridulació. Generalment tenen un cos allargat i aplanat de fins a 13 mm de llargada, el seu cap és triangular. Principalment no són depredadors i s'alimenten de plantes aquàtiques i d'algues. Algunes espècies són depredades per amfibis incloent, Taricha granulosa.

## Taxonomia
La família Corixidae inclou sis subfamílies:
- Subfamília Corixinae Leach, 1815
- Subfamília Cymatiainae Walton, 1940
- Subfamília Diaprepocorinae Lundblad, 1928
- Subfamília Heterocorixinae Hungerford
- Subfamília Micronectinae Jaczewski, 1924
- Subfamília Stenocorixinae Hungerford, 1948